# Rajter Lajos
Rajter Lajos, szlovákul Ľudovít Rajter (Bazin, 1906. július 30. – Pozsony, 2000. július 6.) szlovákiai magyar karmester, zeneszerző, pedagógus.

## Életútja
A pozsonyi ev. líceumban érettségizett (1924). Zenetanárai édesapja, id. Rajter Lajos, majd a pozsonyi Városi Zeneiskolán Albrecht Sándor, a pozsonyi Hudobná a dramatická (Zenei és drámaművészeti) akadémián Frico Kafenda (elmélet, zongora) és Rudolf Rupník (gordonka) voltak. Zeneszerzésben a bécsi Akademie für Musik Und darstellende Kunst-on (1924–1929) a pozsonyi születésű Franz Schmidt és Joseph Marx (zeneszerzés), Clemens Kraus és Alexander Wunderer (dirigálás), majd a budapesti Liszt Ferenc Zeneművészeti Főiskola Mesteriskoláján a szintén pozsonyi születésű Dohnányi Ernő tanítványa volt. A salzburgi karmesteri mestertanfolyamon Clemens Kraus tanársegédje (1929-1933). 
1934-től a Magyar Rádió karnagya, majd első karnagya (1935–1945), ugyanakkor a Liszt Ferenc Zeneművészeti Főiskola tanára és a Budai Zeneakadémia Zenei Igazgatója. A pozsonyi Szlovák Rádió Szimfonikus Zenekarának két ízben vezető karnagya (1945–1949, 1968–1977). A Szlovák Filharmónia alapító első karnagya (1949–1976), pozsonyi Zene- és Drámaművészeti Főiskola karvezető tanszakának pedagógusa (1949–1976). 1976-ban nyugdíjazták, de karmesteri és zeneszerzési tevékenységét intenzíven tovább folytatta. 
Együttműködött az összes szlovák, számos kiváló cseh és európai zenekarral. A Szombathelyi Szimfonikus Zenekar örökös tiszteletbeli vezető karnagya.1991-ben a rehabilitációs folyamatban kapta tanári kinevezését. Gazdag, a barokktól a kortárs zenéig terjedő repertoárjából kiemelkedett t. k. a bécsi klasszicizmus és a romantika zenéjének kiváló tolmácsolása, Franz Schmidt és a szlovák zeneszerzők népszerűsítése, amit nagyszámú rádió- és lemezfelvétele dokumentál.

## Főbb művei
Zenekari: t. k. Allegro sinfonico, Sinfonietta, Impressioni rapsodiche; kamaraművek: t. k. vonósnégyesek, fúvósötösök; dalok; kórusművek – számos népdalfeldolgozás; Pozsonyi majális – balett) egyedi stílusvilágot képviselnek. Számos cseh-szlovák és külföldi kitüntetés hordozója, t. k. Nemzeti művész (1989), Rad Ľudovía Štúra I. tr., Ehrenkreuz für Wissenschaft und Kunst I. Klasse, Bartók–Pásztory-díj (1994), a Magyar Művészeti Akadémia tagja (2000).